# Serviço do Windows
Nos sistemas operacionais Windows NT, um serviço do Windows é um programa de computador que opera em plano de fundo. É similar, em conceito, a um daemon do Unix. Um serviço do Windows deve ser compatível com as regras e protocolos de interface do Gerenciador de Controle de Serviços (Service Control Manager, SCM), o componente responsável por gerenciar serviços no Windows. É o aplicativo Serviços e Controladores, services.exe, que executa todos os serviços e gerencia suas ações, como iniciar, finalizar etc.